# ASTERIG
ASTERIG là từ viết tắt tiếng Anh của Assessment Tool to Measure and Evaluate the Risk Potential of Gambling Products (tạm dịch: Công cụ đánh giá để Đo lường và Thẩm định rủi ro của các hình thức cờ bạc). Hệ thống này lần đầu được phát triển ở Đức từ năm 2006 đến năm 2010 và được xác nhận trên toàn cầu vào năm 2013 dưới sự tiên phong của Đại học Columbia, New York, Hoa Kỳ.

## Bối cảnh
Cờ bạc và cá cược là một phần quan trọng trong cuộc sống của nhiều người trên toàn thế giới vì nó mang lại cho họ niềm vui lớn. Tuy nhiên, mọi hình thức cờ bạc và cá cược đều có thể gây ra những hậu quả tiêu cực; một số cá nhân phát triển một kiểu hành vi cờ bạc theo lối lặp đi lặp lại, chậm thích nghi, dẫn đến không phù hợp và có thể phát triển thành một bệnh lý có thiên hướng nghiện cờ bạc. Rủi ro cá nhân phụ thuộc vào cá tính của người chơi cũng như vào đặc điểm của hình thức cờ bạc. Vì vậy, nguy cơ nghiện ngập, ví dụ xổ số, về cơ bản phải khác với nguy cơ nghiện máy đánh bạc, theo đó các tiêu chí như quy mô và tần suất của giải độc đắc hoặc loại ưu đãi (ngoại tuyến so với trực tuyến) có thể ảnh hưởng đáng kể đến khả năng rủi ro.
Hành vi cờ bạc có hại không chỉ là một vấn đề riêng lẻ. Nó thường liên quan đến tổn thất tài chính, sự tan vỡ của các gia đình bị ảnh hưởng cũng như các mối quan hệ giữa các cá nhân và kèm theo các rối loạn tâm thần. Do đó, nó có thể phát triển thành một vấn đề xã hội ảnh hưởng đến toàn bộ môi trường cá nhân của người chơi mang bệnh lý này hoặc thậm chí nền kinh tế quốc gia đó.
ASTERIG là một công cụ đo lường và đánh giá có hệ thống để tính toán khả năng gây nghiện của các hình thức cờ bạc khác nhau. Công cụ này sử dụng phương pháp số học để đo lường mức độ tiềm ẩn rủi ro gây nghiện của một hình thức cờ bạc và chỉ rõ vị trí cụ thể của những rủi ro này theo từng hình thức cờ bạc cụ thể. Do vậy, mười thông số tương quan lẫn nhau không đáng kể sẽ được xem xét và tính trọng số theo mức độ ảnh hưởng của chúng. Từ đó, nó cho phép so sánh khả năng gây nghiện có thể xảy ra giữa các hình thức cờ bạc khác nhau, cũng có thể là tương tự, dưới góc nhìn toán học. Ngoài ra, ASTERIG nhấn mạnh vị trí chính xác mà tại đó đặc điểm của trò chơi may rủi tương ứng, có thể tăng hoặc giảm tiềm năng gây nghiện.
ASTERIG cung cấp khả năng tiến hành so sánh định lượng dưới dạng một công cụ đo lường và đánh giá có hệ thống với các điểm số có thể so sánh được, cụ thể hơn là thang đo có thể đánh giá được. Công cụ này giúp ích cho cả các nhà lập pháp và luật học cũng như các hoạt động hành chính ở các quốc gia và tiểu bang, nơi công khai cho phép và cung cấp cờ bạc và cá cược. Trong bối cảnh quốc tế, việc phân loại các sản phẩm cờ bạc thành các mức độ rủi ro có thể đo lường được một cách khoa học cũng là không thể bàn cãi. Những nghiên cứu tương tự đã được thực hiện ở Vương quốc Anh, Phần Lan và Thụy Điển. Nhưng do cơ sở lý thuyết hoặc thực nghiệm của chúng vẫn chưa được công bố nên việc kiểm định khoa học về các công cụ này vẫn rất khó khăn.
ASTERIG được phát triển và xác nhận trên toàn cầu bởi:
| Chuyên gia         | Quốc gia       | Tổ chức                                                                                        |
| ------------------ | -------------- | ---------------------------------------------------------------------------------------------- |
| Carlos Blanco      | Hoa Kỳ         | Khoa Tâm thần, Viện Tâm thần Bang New York, Đại học Columbia                                   |
| Alex Blaszczynski  | Úc             | Khoa Tâm lý học, Đại học Sydney                                                                |
| Reiner Clement     | Đức            | Đại học Bonn-Rhein-Sieg                                                                        |
| Jeffrey Derevensky | Canada         | Trung tâm Quốc tế về các vấn đề cờ bạc vị thành niên và các hành vi rủi ro cao, Đại học McGill |
| Anna E. Goudriaan  | Hà Lan         | Trung tâm Nghiên cứu Y tế, Đại học Amsterdam                                                   |
| David C. Hodgins   | Canada         | Khoa Tâm lý học, Đại học Calgary                                                               |
| Ruth J. van Holst  | Hà Lan         | Trung tâm Nghiên cứu Y tế, Đại học Amsterdam                                                   |
| Ángela Ibáñez      | Tây Ban Nha    | Khoa Tâm thần, Bệnh viện Ramon y Cajal, Đại học Alcala                                         |
| Silvia S. Martins  | Hoa Kỳ         | Viện Y tế Cộng đồng Mailman, Đại học Columbia                                                  |
| Chantal Moersen    | Đức            | Charité Berlin                                                                                 |
| Sabrina Molinaro   | Ý              | CNR - Istituto di Fisiologia Clinica Sezione di Epidemiologia Pisa                             |
| Adrian Parke       | Vương quốc Anh | Đại học Lincoln                                                                                |
| Franz W. Peren     | Đức            | Đại học Bonn-Rhein-Sieg                                                                        |
| Nancy M. Petry     | Hoa Kỳ         | Trung tâm Sức khỏe, Đại học Connecticut                                                        |
| Heather Wardle     | Vương quốc Anh | Trung tâm Nghiên cứu Xã hội Quốc gia                                                           |

## Liên kết web
- eASTERIG, Đại học Sydney, Trường Y tế Cộng đồng (Lưu trữ, ngày 3 tháng 2 năm 2014, trong Kho lưu trữ điện tử)
- Westlotto (Westdeutsche Lotterie GmbH & Co. OHG): Báo cáo đánh bạc có trách nhiệm năm 2011